# Histoire philatélique et postale des États-Unis
Cet article présente l'histoire postale et philatélique des États-Unis.

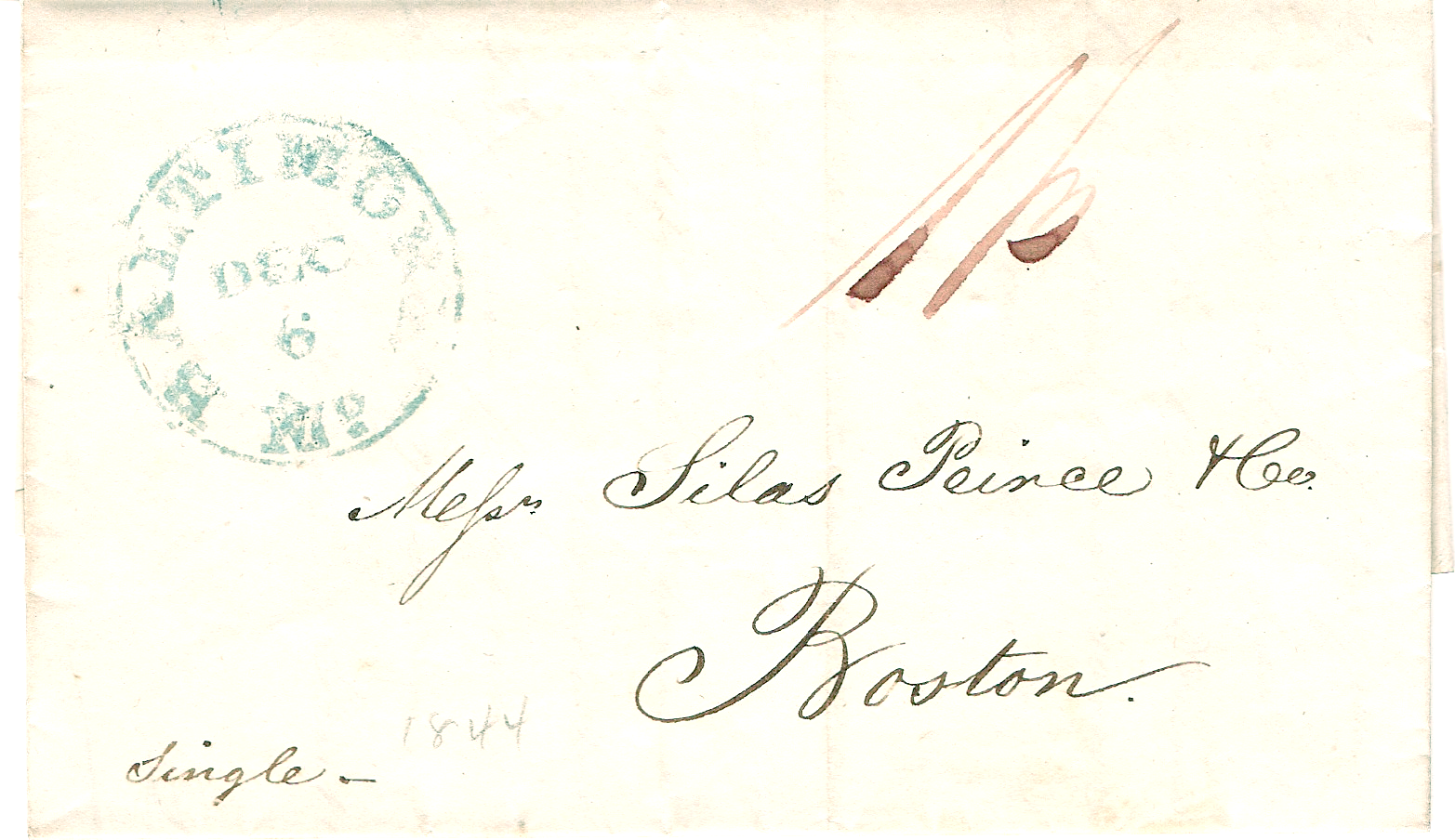
Lettre envoyée de Baltimore vers Boston en 1844.

## La création d’un service postal
En 1639 le gouvernement du Massachusetts (General Court of Massachusetts) promut la taverne de Richard Fairbanks à Boston comme le premier établissement postal des Treize colonies britanniques en Amérique du Nord en la désignant comme le dépositaire officiel des courriers maritimes.

## Les émissions des Maîtres de postes

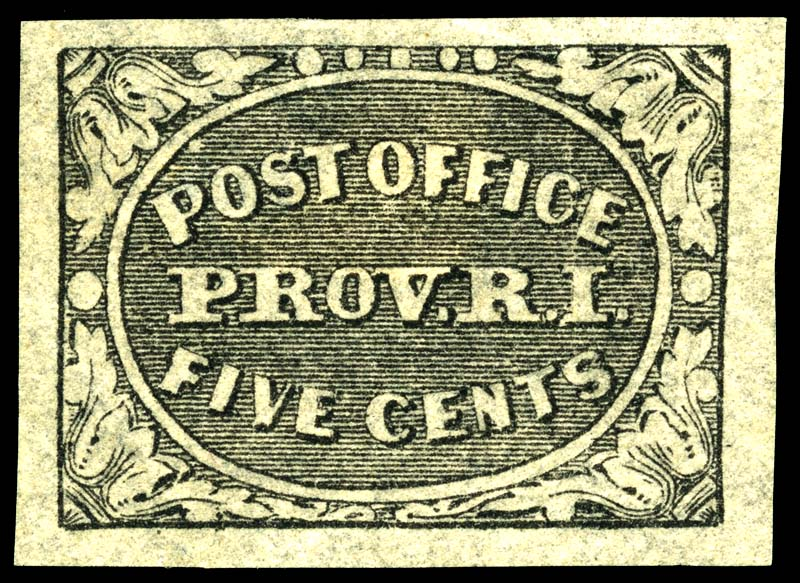
Timbre émis par la poste de Providence, Rhode Island en 1847.

Les premières émissions de timbres aux États-Unis l'ont été à l'initiative des Maîtres de postes. Voici les villes dans lesquelles de telles émissions ont été réalisées :
- Alexandria (Virginie) — ("ALEXANDRIA POST OFFICE" dans un cercle),
- Annapolis (Maryland) — (un aigle dans un cercle),
- Baltimore (Maryland) — (la signature de James Buchanan),
- Boscawen (New Hampshire) — ("PAID / 5 / CENTS"),
- Brattleboro (Vermont) — (boîte ombrée avec les initiales du Maître de postes),
- Lockport, New York — ("LOCKPORT N.Y." dans un ovale),
- Millbury (Massachusetts) — (gravure sur bois de George Washington),
- New Haven (Connecticut) ("POST OFFICE" dans un cadre, avec la signature P.M),
- New York (New York) — ("POST OFFICE" surmontant un portrait de Washington),
- Providence (Rhode Island) — ("POST OFFICE / PROV. R.I." dans un cadre ombré),
- Saint-Louis (Missouri) — (Les ours qui forment les armes de Saint-Louis).

## Les premiers timbres des États-Unis

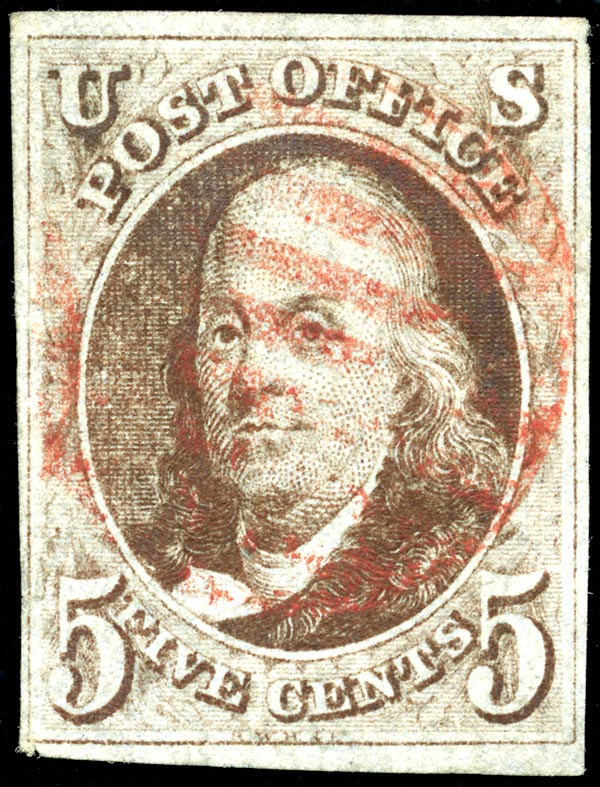
1847 5¢; the first US stamp, Scott #1

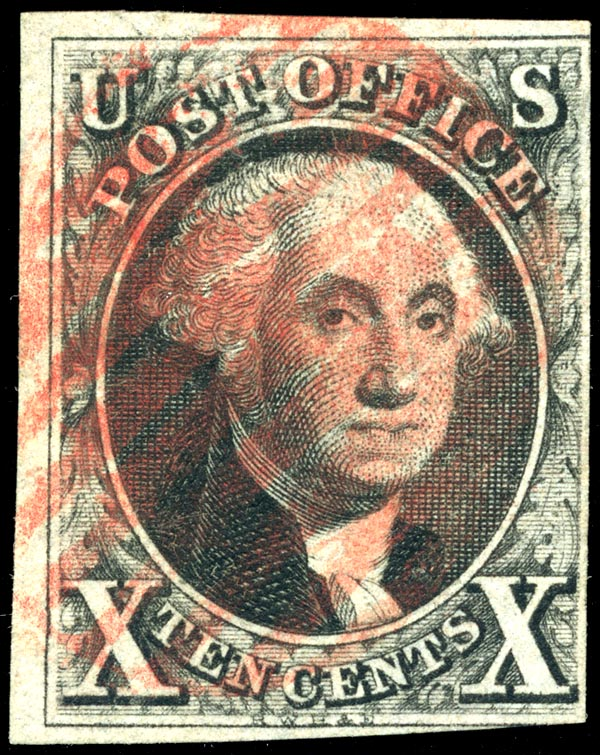
1847 10¢, Scott #2

Le 1er juillet 1847, les États-Unis mettent à la vente leurs deux premiers timbres. 
Le cinq cents brun est à l'effigie de Benjamin Franklin, un des Pères fondateurs des États-Unis mais également le premier Postmaster General des États-Unis.
Le dix cents noir est à l'effigie de George Washington.

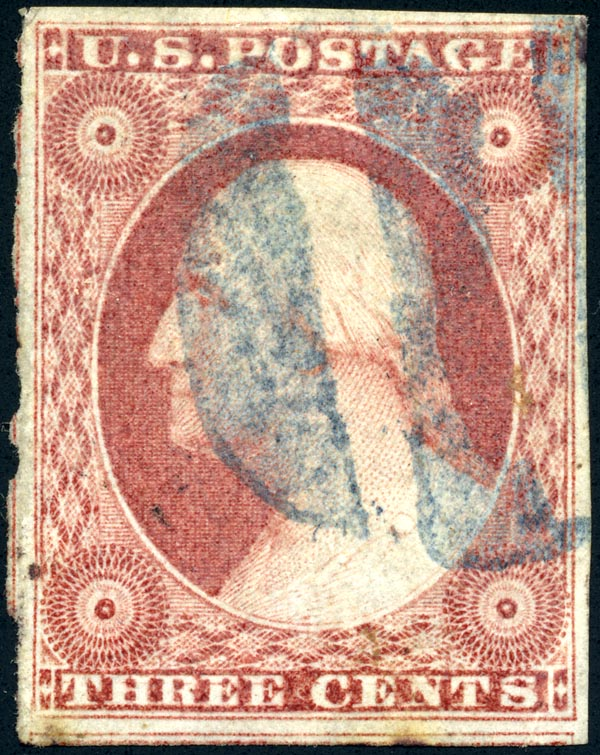
3 cents, 1851

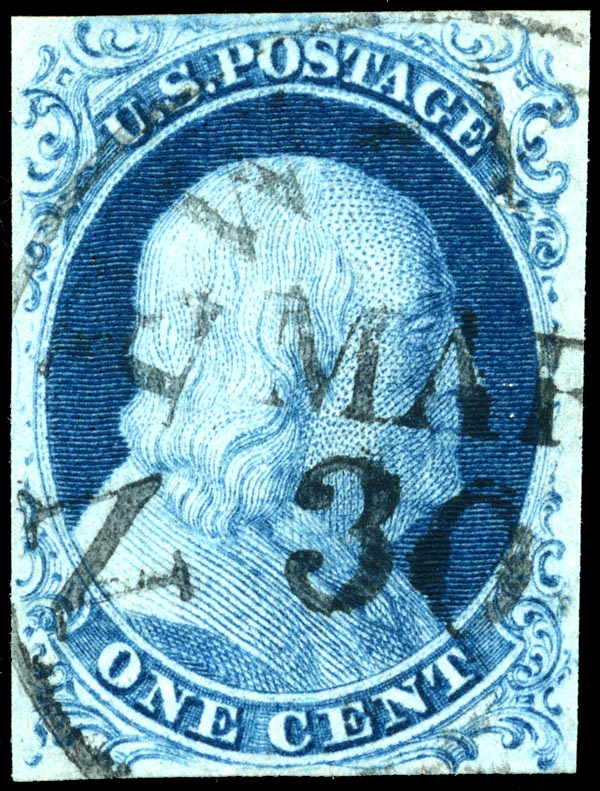
1 cent, 1851, type II

Leur succès fut immédiat. Environ 3 700 000 exemplaires du 5 c et environ 865 000 du 10 c furent vendus.

## La guerre de Sécession
- Histoire philatélique et postale des États confédérés d'Amérique

## Les années 1920

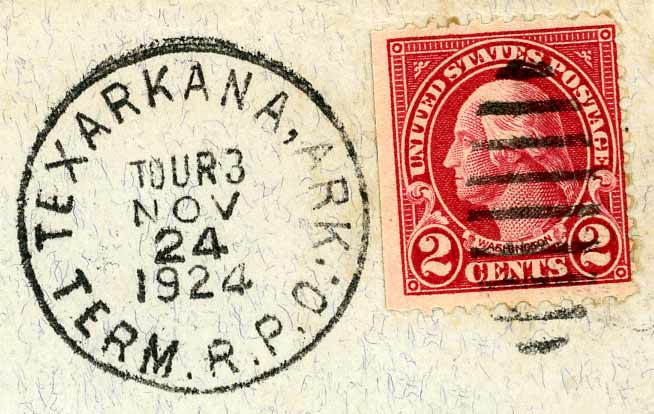
timbre à l'effigie de George Washington (série émise en 1922)

### Série des présidents de 1922
Les effigies des présidents constituent un thème rémanent des émissions américaines. En 1922 une série de 21 valeurs a été émise. Elle a été complétée par la suite par quelques valeurs additionnelles. Elle a été utilisée jusqu'en 1938.  

### La poste aérienne
La première émission de poste aérienne date en fait de 1918 avec l'émission de l'avion biplan Curtiss JN-4.

## Les acteurs

### Autour de l’administration postale
- National Postal Museum (Washington)
- Citizens' Stamp Advisory Committee
- United States Postal Service

### Clubs et associations philatéliques
- American Philatelic Society

### Éditeurs
- Scott catalogue